# Johann Christian Mikan
Johann Christian Mikan, né le 5 décembre 1769 à Teplitz et mort le 28 décembre 1844 à Prague, est un médecin et naturaliste bohémien, sujet de l'empire d'Autriche. Il est le fils du botaniste Joseph Gottfried Mikan (1743-1814).

## Biographie
Mikan est docteur en médecine en 1793 de l'université de Prague, puis pratique quelques années et étudie l'entomologie et la botanique. Il devient professeur de botanique à cette même université en 1796, puis professeur d'histoire naturelle en 1800. En 1811, il effectue un voyage en Espagne, à Malte et aux Baléares.
C'est l'un des trois dirigeants de l'équipe scientifique de l'expédition scientifique autrichienne au Brésil qui part en 1817. Il se fait accompagner de son assistant, Johann Baptist Emanuel Pohl. Mikan retourne au bout d'un an en Autriche, laissant Pohl au Brésil, après avoir parcouru les régions de Rio de Janeiro et de Sao Paulo. Ses collections se trouvent aujourd'hui au Muséum d'histoire naturelle de Vienne.
Mikan a décrit quantité de nouvelles espèces, comme le tamarin lion à croupe dorée.
Il prend sa retraite en 1831. Le serpent Sibynomorphus mikanii a été baptisé de son nom en son honneur. C'est toutefois en l'honneur de son père qu'a été nommé le genre Mikania Willd. (Asteraceae).

## Œuvres
Mikan est l'auteur d'une monographie intitulée Monographia Bombyliorum Bohemiæ, iconibus illustrata (1796); ainsi que d'un ouvrage d'entomologie, Entomologische Beobachtungen, Berichtigungen und Entdeckungen (1797) ; il fait paraître à son retour du Brésil Delectus florae et faunae brasiliensis en 1820. Il a de plus fait paraître en 1797 les Opuscula botanici argumenti de Rudolf Jakob Camerarius.

## Source
- (ru) Cet article est partiellement ou en totalité issu de l’article de Wikipédia en russe intitulé « Микан, Иоганн Кристиан » (voir la liste des auteurs).